# 地區管理委員會
地區管理委員會（英語：District Management Committee）是1982年香港政府實施地方行政計劃的委員會，香港18區均設立一個，由民政事務專員、各政府部門首長之代表及在有需要時包括其他政府部門代表組成。初期新界政務署同級官員擔任新界和離島地區各個地區管理委員會的主席，現在各個地區管理委員會主席均為民政事務專員。

## 職責
- 為各政府部門提供討論和解決地區問題的途徑；
- 積極回應區議會的意見和要求，並協助區議會有效執行職務；
- 了解地區的需要，訂定這些需要的優先次序，並確保政府各項計劃在籌備和落實方面能及時滿足這些需要；
- 協調各政府部門在管理區內事務方面的活動和計劃，善用政府資源，確保能夠全面顧及社區的需要；
- 鼓勵並推動居民參與一些加強社區歸屬感和改善區內環境的活動；
- 就空置政府土地的臨時用途給予意見；
- 因應區內的特殊情況，研究在區內推行政府政策的最佳辦法；
- 在區議會每次會議中，就地區管理委員會的工作提交詳盡報告，當中須詳述有關區議會要求採取的跟進行動的進度報告。

## 成員組成
主席：
- 民政事務專員 (民政事務總署)
  - 首長級丙級政務官/高級首席行政主任 (首長級薪級表 第2點)

成員：
- 政府部門代表[1]
  - 環境衞生總監 (食物環境衞生署)
    - 總薪級表 第40至44點

  - 康樂事務經理 (康樂及文化事務署)
    - 總薪級表 第34至39點

  - 地政專員 (地政總署)
    - 總產業測量師 (首長級薪級表 第1點)

  - 總/高級運輸主任 (運輸署)
    - 總薪級表 第45至49點/第34至44點

  - 警區指揮官 (香港警務處)
    - 總警司 (警務人員薪級表 第55至55C點/首長級D1)

  - 福利專員 (社會福利署)
    - 首席社會工作主任 (首長級薪級表 第1點)

  - 總/高級房屋事務經理 (房屋署)
    - 首長級薪級表 第1點/總薪級表 第45至49點

  - 總學校發展主任 (教育局)
    - 高級教育主任 (總薪級表 第38至41點)

  - 總工程師/高級工程師 (土木工程拓展署)
    - 首長級薪級表 第1點/總薪級表 第45至49點

  - 規劃專員 (規劃署)
    - 總城市規劃師 (首長級薪級表 第1點)

  - 總屋宇測量師/總結構工程師 (屋宇署)
    - 首長級薪級表 第1點

## 發展
2005至06年施政報告中，政府考慮成立「地方行政督導委員會」，由政府部門首長組成，從高層次協力解決跨部門的各地區管理問題。或建議各區議會成立「地區設施管理委員會」，參與管理地區設施，同時讓區議會正副主席列席地區管理委員會會議。
行政長官在2014年施政報告中，給予由民政事務專員擔任主席的區管會決策權，處理部分涉及公共地方的管理和環境衞生等問題，並由區議會就工作優次提供意見。由於先導計劃所涵蓋的範圍可能比較複雜，所以先在市區和新界各選一區試行。基於地區人口、新舊社區等不同因素，先導計劃會先在深水埗及元朗推行。
至2015年8月，鑑於在深水埗和元朗展開的「地區行政先導計劃」成效理想，行政長官在2016年的《施政報告》中宣布將在18區全面推行「地區主導行動計劃」，以進一步落實「地區問題地區解決、地區機遇地區掌握」的理念。全港18區已透過計劃預留每年六千三百萬元的恆常款項推展共42個項目。18區民政事務處聯同區議會、地區人士及相關政府部門，全力推展計劃下各項圍繞改善環境衞生及公共地方管理的工作。此外，也有一些項目以掌握地區機遇為目標，針對當區的獨特情況和需要，提出項目以改善居民生活質素及優化社區設施。而區議會正副主席正副主席加入地區管理委員會會議安排，亦伸延至區議會轄下各委員會主席。
2020年香港泛民主派奪得全港十八個個區議會當中的十七個主導權，加上1月下旬新冠肺炎傳入香港後，政府表示因應疫情多次暫停地區管理委員會會議，泛民主派視為政府蔑視反修例運動民意的手段。而2021年起，政府表示區議會已有足夠機會及平台就地區民生事宜向政府發表意見，取消區議會正、副主席及區議會轄下各委員會主席列席地區管理委員會會議的安排，現時委員會成員只有政府部門代表。
2022年施政報告，宣佈成立地區服務及關愛隊伍及加設由政務司副司長主持的地區事項統籌工作組，同時表示在2023年區議會選舉前檢討地區行政計劃，以改善地區管理。2023年5月2日，政府公佈完善地區治理方案。地方行政督導委員會改組為由政務司司長主持的地區治理領導委員會，並地區事項統籌工作組改組為地區治理專組。而地區管理委員會保持不變，維持由政府部門代表組成，改組後區議會、地區三會、關愛隊及地區管理委員會均由政府領導，形成新的地區服務架構。